# Thermobia domestica
Thermobia domestica és un petit insecte zigentom de la família Lepismatidae similar al peixet d'argent (gènere Lepisma). Mesura aproximadament 1,5 cm de longitud.
T. domestica prefereix altes temperatures i requereix una mica d'humitat, i poden trobar-se en fleques i prop dels escalfadors d'aigua, calderes o forns. Muden de pell moltes vegades durant la seua vida podent recuperar una pota amb les mudes si l'havien perduda.
S'alimenten d'una àmplia varietat de carbohidrats i midons que també són fonts proteiques, com la farina i les cobertes dels llibres, i poden suportar fins a un any sense alimentar-se. Es distribueixen per la majoria dels llocs del món i poden trobar-se sovint en exteriors sota les roques, fullaraca, i similars, però també en interiors, on són considerats plagues. Són, abans de res, una molèstia dins de la llar o dels edificis, ja que, si bé no causen danys majors, poden contaminar el menjar, danyar articles de paper i tacar la roba. D'altra banda, són completament inofensius.
Amb 1½ a 4½ mesos d'edat, la femella de T. domestica comença a pondre ous si la temperatura és l'adequada (32–41 °C). Després del període d'incubació (12-13 dies), les nimfes desclouen. El cicle vital pot completar-se en 2 a 4 mesos; per tant, poden néixer diverses generacions cada any.